# Hynek Bartoň
Hynek Bartoň (* 5. April 2004 in Nový Jičín) ist ein tschechischer Tennisspieler.

## Persönliches
Bartoň kommt aus einer sportlichen Familie. Sein Vater Miroslav spielte Handball. Sein Bruder Dominik spielte College Tennis an der University of North Carolina.

## Karriere
Bartoň spielte zwischen 2018 und 2022 auf der ITF Junior Tour. Dort nahm er 2022 an allen vier Grand-Slam-Turnieren teil, wo sein bestes Resultat im Einzel das Viertelfinale bei den US Open war. Im Doppel stand er bei den French Open ebenfalls im Viertelfinale. Darüber hinaus gewann er zwei Einzel- und sieben Doppeltitel, darunter drei der Kategorie J300. In der Junioren-Rangliste erreichte er mit Platz 20 seine höchste Notierung.
Bei den Profis spielte Bartoň ab 2022 regelmäßig auf der ITF Future Tour. Im ersten Jahr gewann er im Einzel seinen ersten Titel, wodurch er bis Platz 736 der Tennisweltrangliste aufstieg. Anschließend schaffte er es zwar noch einige Male ins Endspiel von Futures, gewann aber im Einzel und Doppel keine weiteren Titel. Im Ranking stieg er dennoch weiter auf und nahm auch vermehrt an Turnieren der ATP Challenger Tour an den Start, was ihm durch Wildcards in seinem Heimatland erleichtert wurde. Im Juni 2023 gewann er in Prostějov sein erstes Match auf dieser Ebene gegen den Italiener Flavio Cobolli, während er im Doppel in Prag sein erstes Halbfinale erreichte. Das Jahr schloss er in beiden Wertungen in den Top 500 ab. Der größte Erfolg 2024 war für Bartoň der Einzug ins Einzel-Halbfinale beim Challenger in Sibiu. Im Doppel stand er ebenfalls zweimal unter den letzten Vier.
2025 gewann Bartoň in Tunis an der Seite seines Landsmannes Michael Vrbenský den ersten Challenger-Titel. Damit stieg er bis auf Platz 286 im Doppel. Im Einzel stand er im Mai 2025 mit Platz 356 ebenfalls auf seinem Karrierehoch.

## Erfolge
| Legende (Anzahl der Siege) |
| Grand Slam                 |
| ATP Finals                 |
| ATP Tour Masters 1000      |
| ATP Tour 500               |
| ATP Tour 250               |
| ATP Challenger Tour (1)    |

### Doppel

#### Turniersiege
| Nr. | Datum        | Turnier | Belag | Partner          | Finalgegner                        | Ergebnis         |
| --- | ------------ | ------- | ----- | ---------------- | ---------------------------------- | ---------------- |
| 1.  | 17. Mai 2025 | Tunis   | Sand  | Michael Vrbenský | Siddhant Banthia Aleksandar Donski | 5:7, 6:4, [10:7] |